# Salarpur Khadar
Salarpur Khadar è una suddivisione dell'India, classificata come census town, di 10.772 abitanti, situata nel distretto di Gautam Buddha Nagar, nello stato federato dell'Uttar Pradesh.